# Патология (фильм)
«Патоло́гия» (англ. Pathology) — американский триллер режиссёра Марка Шолерманна. Мировая премьера состоялась в Великобритании 11 апреля 2008 года. Премьера в России состоялась 5 июня 2008 года.

## Сюжет
Тед Грей — талантливый студент, окончивший Гарвардскую медицинскую школу с отличием. При прохождении стажировки в Филадельфии в больнице при университете Теда быстро заметили и перевели в элитную группу таких же талантливых студентов. Все они профессионалы в выявлении причин смерти. Они могут определить даже такие способы убийства, которые теоретически нереальны.
Очень скоро Тед оказывается втянутым в жестокую игру, цель которой — убить так, чтобы никто не смог это раскрыть. Снова и снова в кругу талантливых студентов выбирается новый убийца, который должен превзойти своих противников и убить новую жертву так, чтобы они не смогли разобраться в способе убийства. К Теду приезжает его невеста, но он не хочет рассказывать ей, во что оказался втянут. В итоге у него остаётся единственный способ остановить своих новых друзей — победить их в этой игре…

## В ролях
- Майло Вентимилья — Тед Грей
- Майкл Уэстон — Джейк Галло
- Алисса Милано — Гвен Вилльямсон
- Лорен Ли Смит — Джульет Бат
- Джонни Витуорт — Гриффин Каваноф
- Джон де Ланси — Квентин Моррис
- Мей Меланкон — Катерина Иви
- Кейр О’Доннелл — Бен Стравински
- Дэн Каллахан — Чип Бентвуд
- Ларри Дрейк — жирный ублюдок

## Интересные факты
- Слоган фильма — «У каждого тела своя тайна».
- Съёмки проходили в Пасадене, Калифорния, США.
- В фильме достаточно кровавых сцен. Однако практически все органы, демонстрируемые на экране, принадлежат животным — свиньям и коровам[1].
- Первая сцена в морге, которую видят зрители, была впоследствии переснята.
- В связи с большим объёмом сцен, включающих насилие, сцен сексуального характера, а также весьма неприятных изображений, связанных с человеческим телом и его органами, первый трейлер фильма был подвергнут существенной цифровой обработке. Так, к примеру, эпизод с операциями был показан без человеческих органов.
- При подготовке к роли некоторые из актёров присутствовали на реальных вскрытиях в моргах и больницах.
- Филадельфия была центральным местом развития сюжета в раннем варианте сценария, однако позже город был заменён.
- До начала съёмок Майло Вентимилья и Алисса Милано были достаточно известными актёрами, преимущественно по ролям в популярных телевизионных сериалах — «Герои» и «Зачарованные».